# Tectaria manilensis
Tectaria manilensis là một loài thực vật có mạch trong họ Dryopteridaceae. Loài này được (C. Presl) Holttum miêu tả khoa học đầu tiên năm 1984.